# Gakuryū Ishii
Gakuryū Ishii (石井岳龍, Ishii Gakuryū), d'abord connu sous le nom de Sōgo Ishii (石井聰互, Ishii Sōgo), est un réalisateur japonais né le 15 janvier 1957 à Fukuoka (arrondissement d'Hakata) au Japon. 

## Biographie
Gakuryū Ishii fait ses études à l'université Nihon.

## Filmographie partielle

### Courts métrages
- 1976 : Panic High School (高校大パニック, Koko dai panikku?)
- 1981 : Shuffle (シャッフル, Shaffuru?)
- 1983 : Ajia no gyakushū (アジアの逆襲?)

### Longs métrages
- 1978 : Panic High School (高校大パニック, Koko dai panikku?) co-réalisé avec Yukihiro Sawada (ja)
- 1978 : Totsugeki! Hakata guren-tai (突撃！博多愚連隊?)
- 1979 : Hashiru (走る?)
- 1980 : Crazy Thunder Road (狂い咲きサンダーロード, Kuruizaki sandā rōdo?)
- 1982 : Burst City (爆裂都市, Bakuretsu toshi?)
- 1984 : The Crazy Family (逆噴射家族, Gyakufunsha kazoku?)
- 1994 : Angel Dust (エンジェル・ダスト, Enjeru dasuto?)
- 1995 : August in the Water (水の中の八月, Mizu no naka no hachigatsu?)
- 1997 : Le Labyrinthe des rêves (ユメノ銀河, Yume no ginga?)
- 2000 : Gojoe, le pont vers l'Enfer (五条霊戦記 GOJOE, Gojō reisenki GOJOE?)
- 2001 : Electric Dragon 80.000 V
- 2003 : Dead End Run
- 2004 : Mirrored Mind (鏡心, Kyōshin?)[1]
- 2011 : 60 Seconds of Solitude in Year Zero - un segment
- 2012 : Isn't Anyone Alive? (生けているものはいないのか, Ikiterumono wa inainoka?)
- 2013 : Flower of Shanidar (シャニダールの花, Shanidaru no hana?)
- 2015 : That's It (ソレダケ, Soredake?)
- 2016 : Bitter Honey (蜜のあわれ, Mitsu no aware?)
- 2018 : Punk Samurai Slash Down (パンク侍、斬られて候, Panku samurai, kira rete sōrō?)
- 2024 : L'Homme-boîte (箱男, Hako otoko?)[2]